# Oribatula endroedyi
Oribatula endroedyi är en kvalsterart som först beskrevs av Sandór Mahunka 1986.  Oribatula endroedyi ingår i släktet Oribatula och familjen Oribatulidae. Inga underarter finns listade i Catalogue of Life.